# Novo Horizonte (Santa Catarina)
Novo Horizonte is een gemeente in de Braziliaanse deelstaat Santa Catarina. De gemeente telt 2.954 inwoners (schatting 2009).

## Aangrenzende gemeenten
De gemeente grenst aan Coronel Martins, Formosa do Sul, Galvão, Jupiá, Santiago do Sul en São Lourenço do Oeste.